# Liste des médaillés olympiques en tir à l'arc
Voici la liste des médaillés et médaillées des épreuves de tir à l'arc aux Jeux olympiques.

## Palmarès des compétitions modernes (depuis 1972)

### Épreuves masculines

#### Individuel
| Édition                                   | Or                | Argent                 | Bronze            |
| ----------------------------------------- | ----------------- | ---------------------- | ----------------- |
| Format : double FITA round                |                   |                        |                   |
| Munich 1972                               | John Williams     | Gunnar Jervill         | Kyoesti Laasonen  |
| Montréal 1976                             | Darrell Pace      | Hiroshi Michinaga      | Giancarlo Ferrari |
| Moscou 1980                               | Tomi Poikolainen  | Boris Isachenko        | Giancarlo Ferrari |
| Los Angeles 1984                          | Darrell Pace      | Richard McKinney       | Hiroshi Yamamoto  |
| Format : tour éliminatoire                |                   |                        |                   |
| Séoul 1988                                | Jay Barrs         | Park Sung-soo          | Vladimir Echeev   |
| Format : tournoi olympique                |                   |                        |                   |
| Barcelone 1992                            | Sébastien Flute   | Chung Jae-hun          | Simon Terry       |
| Atlanta 1996                              | Justin Huish      | Magnus Petersson       | Oh Kyo-moon       |
| Sydney 2000                               | Simon Fairweather | Victor Wunderle        | Wietse van Alten  |
| Athènes 2004                              | Marco Galiazzo    | Hiroshi Yamamoto       | Tim Cuddihy       |
| Pékin 2008                                | Viktor Ruban      | Park Kyung-mo          | Baïr Badionov     |
| Londres 2012 (Résultats détaillés)        | Oh Jin-hyek       | Takaharu Furukawa      | Dai Xiaoxiang     |
| Rio de Janeiro 2016 (Résultats détaillés) | Ku Bon-chan       | Jean-Charles Valladont | Brady Ellison     |
| Tokyo 2020 (Résultats détaillés)          | Mete Gazoz        | Mauro Nespoli          | Takaharu Furukawa |
| Paris 2024 (Résultats détaillés)          | Kim Woo-jin       | Brady Ellison          | Lee Woo-seok      |

#### Par équipes
| Édition                                   | Or                                                     | Argent                                                       | Bronze                                                        |
| ----------------------------------------- | ------------------------------------------------------ | ------------------------------------------------------------ | ------------------------------------------------------------- |
| Format : tour éliminatoire                |                                                        |                                                              |                                                               |
| Séoul 1988                                | Corée du Sud Park Sung-soo Chun In-soo Lee Han-sup     | États-Unis Jay Barrs Richard McKinney Darrell Pace           | Grande-Bretagne Steven Hallard Leroy Watson Richard Priestman |
| Format : tournoi olympique                |                                                        |                                                              |                                                               |
| Barcelone 1992                            | Espagne Antonio Vázquez Alfonso Menéndez Juan Holgado  | Finlande Jari Lipponen Tomi Poikolainen Ismo Falck           | Grande-Bretagne Simon Terry Steven Hallard Richard Priestman  |
| Atlanta 1996                              | États-Unis Justin Huish Butch Johnson Rod White        | Corée du Sud Jang Yong-ho Kim Bo-ram Oh Kyo-moon             | Italie Matteo Bisiani Michele Frangilli Andrea Parenti        |
| Sydney 2000                               | Corée du Sud Jang Yong-ho Kim Chung-tae Oh Kyo-moon    | Italie Matteo Bisiani Ilario Di Buò Michele Frangilli        | États-Unis Butch Johnson Rod White Victor Wunderle            |
| Athènes 2004                              | Corée du Sud Im Dong-hyun Jang Yong-ho Park Kyung-mo   | Taipei chinois Chen Szu-yuan Liu Ming-huang Wang Cheng-pang  | Ukraine Dmytro Hrachov Viktor Ruban Oleksandr Serdyuk         |
| Pékin 2008                                | Corée du Sud Im Dong-hyun Lee Chang-hwan Park Kyung-mo | Italie Ilario Di Buò Marco Galiazzo Mauro Nespoli            | Chine Jiang Lin Li Wenquan Xue Haifeng                        |
| Londres 2012 (Résultats détaillés)        | Italie Michele Frangilli Marco Galiazzo Mauro Nespoli  | États-Unis Jake Kaminski Brady Ellison Jacob Wukie           | Corée du Sud Kim Bub-min Im Dong-hyun Oh Jin-hyek             |
| Rio de Janeiro 2016 (Résultats détaillés) | Corée du Sud Kim Woo-jin Ku Bon-chan Lee Seung-yun     | États-Unis Brady Ellison Zach Garrett Jake Kaminski          | Australie Alec Potts Ryan Tyack Taylor Worth                  |
| Tokyo 2020 (Résultats détaillés)          | Corée du Sud Kim Je-deok Kim Woo-jin Oh Jin-hyek       | Taipei chinois Deng Yu-cheng Tang Chih-chun Wei Chun-heng    | Japon Takaharu Furukawa Yuki Kawata Hiroki Muto               |
| Paris 2024 (Résultats détaillés)          | Corée du Sud Kim Je-deok Kim Woo-jin Lee Woo-seok      | France Baptiste Addis Thomas Chirault Jean-Charles Valladont | Turquie Mete Gazoz Berkim Tümer Abdullah Yildirmis            |

### Épreuves féminines

#### Individuel
| Édition                                   | Or               | Argent           | Bronze             |
| ----------------------------------------- | ---------------- | ---------------- | ------------------ |
| Format : double FITA round                |                  |                  |                    |
| Munich 1972                               | Doreen Wilber    | Irena Szydlowska | Emma Gapchenko     |
| Montréal 1976                             | Luann Ryon       | Valentina Kovpan | Zebiniso Rustamova |
| Moscou 1980                               | Keto Losaberidze | Natalya Butuzova | Paivi Meriluoto    |
| Los Angeles 1984                          | Seo Hyang-soon   | Li Lingjuan      | Kim Jin-ho         |
| Format : tour éliminatoire                |                  |                  |                    |
| Séoul 1988                                | Kim Soo-nyung    | Wang Hee-kyung   | Yun Young-sook     |
| Format : tournoi olympique                |                  |                  |                    |
| Barcelone 1992                            | Cho Youn-jeong   | Kim Soo-nyung    | Natalia Valeeva    |
| Atlanta 1996                              | Kim Kyung-wook   | He Ying          | Olena Sadovnycha   |
| Sydney 2000                               | Yun Mi-jin       | Kim Nam-soon     | Kim Soo-nyung      |
| Athènes 2004                              | Park Sung-hyun   | Lee Sung-jin     | Alison Williamson  |
| Pékin 2008                                | Zhang Juanjuan   | Park Sung-hyun   | Yun Ok-hee         |
| Londres 2012 (Résultats détaillés)        | Ki Bo-bae        | Aída Román       | Mariana Avitia     |
| Rio de Janeiro 2016 (Résultats détaillés) | Chang Hye-jin    | Lisa Unruh       | Ki Bo-bae          |
| Tokyo 2020 (Résultats détaillés)          | An San           | Elena Osipova    | Lucilla Boari      |
| Paris 2024 (Résultats détaillés)          | Lim Si-hyeon     | Nam Su-hyeon     | Lisa Barbelin      |

#### Par équipes
| Édition                                   | Or                                                       | Argent                                                                   | Bronze                                                                                   |
| ----------------------------------------- | -------------------------------------------------------- | ------------------------------------------------------------------------ | ---------------------------------------------------------------------------------------- |
| Format : tour éliminatoire                |                                                          |                                                                          |                                                                                          |
| Séoul 1988                                | Corée du Sud Kim Soo-nyung Wang Hee-kyung Yun Young-sook | Indonésie Nurfitriyana Saiman Kusuma Wardhani Lilies Handayani           | États-Unis Denise Parker Melanie Skillman Debra Ochs                                     |
| Format : tournoi olympique                |                                                          |                                                                          |                                                                                          |
| Barcelone 1992                            | Corée du Sud Cho Youn-jeong Kim Soo-nyung Lee Eun-kyung  | Chine Wang Xiaozhu Ma Xiangjun Wang Hong                                 | Équipe unifiée de l'ex-URSS Natalia Valeeva Khatouna Kvrivishvili Lioudmila Arzjannikova |
| Atlanta 1996                              | Corée du Sud Kim Jo-sun Kim Kyung-wook Youn Hye-young    | Allemagne Barbara Mensing Cornelia Pfohl Sandra Wagner-Sachse            | Pologne Iwona Dzięcioł Katarzyna Klata Joanna Nowicka                                    |
| Sydney 2000                               | Corée du Sud Kim Nam-soon Kim Soo-nyung Yun Mi-jin       | Ukraine Nataliya Burdeyna Olena Sadovnycha Kateryna Serdyuk              | Allemagne Barbara Mensing Cornelia Pfohl Sandra Wagner-Sachse                            |
| Athènes 2004                              | Corée du Sud Lee Sung-jin Park Sung-hyun Yun Mi-jin      | Chine He Ying Lin Sang Zhang Juanjuan                                    | Taipei chinois Chen Li-ju Wu Hui-ju Yuan Shu-chi                                         |
| Pékin 2008                                | Corée du Sud Joo Hyun-jung Park Sung-hyun Yun Ok-hee     | Chine Chen Ling Guo Dan Zhang Juanjuan                                   | France Bérengère Schuh Virginie Arnold Sophie Dodemont                                   |
| Londres 2012 (Résultats détaillés)        | Corée du Sud Lee Sung-jin Ki Bo-bae Choi Hyeon-ju        | Chine Fang Yuting Cheng Ming Xú Jīng                                     | Japon Kaori Kawanaka Ren Hayakawa Miki Kanie                                             |
| Rio de Janeiro 2016 (Résultats détaillés) | Corée du Sud Choi Mi-sun Ki Bo-bae Chang Hye-jin         | Russie Tuyana Dashidorzhieva Inna Stepanova Ksenia Perova                | Taipei chinois Tan Ya-ting Le Chien-ying Lin Shih-chia                                   |
| Tokyo 2020 (Résultats détaillés)          | Corée du Sud An San Kang Chae-young Jang Minhee          | Comité olympique de Russie Elena Osipova Ksenia Perova Svetlana Gomboeva | Allemagne Michelle Kroppen Charline Schwarz Lisa Unruh                                   |
| Paris 2024 (Résultats détaillés)          | Corée du Sud Jeon Hun-young Lim Si-hyeon Nam Su-hyeon    | Chine An Qixuan Li Jiaman Yang Xiaolei                                   | Mexique Ángela Ruiz Alejandra Valencia Ana Paula Vázquez                                 |

### Épreuves mixtes

#### Par équipes mixte
| Édition                          | Or                                    | Argent                                    | Bronze                                  |
| -------------------------------- | ------------------------------------- | ----------------------------------------- | --------------------------------------- |
| Tokyo 2020 (Résultats détaillés) | Corée du Sud An San Kim Je-deok       | Pays-Bas Gabriela Schloesser Steve Wijler | Mexique Alejandra Valencia Luis Álvarez |
| Paris 2024 (Résultats détaillés) | Corée du Sud Lim Si-hyeon Kim Woo-jin | Allemagne Michelle Kroppen Florian Unruh  | États-Unis Casey Kaufhold Brady Ellison |

## Palmarès des compétitions des premiers Jeux (entre 1900 et 1920)

### Épreuves masculines

#### Au cordon doré (33 mètres)
| Édition    | Or               | Argent          | Bronze         |
| ---------- | ---------------- | --------------- | -------------- |
| Paris 1900 | Hubert Van Innis | Victor Thibault | Frédéric Petit |

#### Au cordon doré (50 mètres)
| Édition    | Or            | Argent           | Bronze        |
| ---------- | ------------- | ---------------- | ------------- |
| Paris 1900 | Henri Hérouin | Hubert Van Innis | Émile Fisseux |

#### Au chapelet (33 mètres)
| Édition    | Or               | Argent          | Bronze         |
| ---------- | ---------------- | --------------- | -------------- |
| Paris 1900 | Hubert Van Innis | Victor Thibault | Frédéric Petit |

#### Au chapelet (50 mètres)
| Édition    | Or            | Argent      | Bronze        |
| ---------- | ------------- | ----------- | ------------- |
| Paris 1900 | Eugène Mougin | Henri Helle | Émile Mercier |

#### Sur la perche à la herse
| Édition    | Or              | Argent                         | Bronze |
| ---------- | --------------- | ------------------------------ | ------ |
| Paris 1900 | Emmanuel Foulon | Auguste Serrurier Émile Druart | -      |

#### Sur la perche à la pyramide
| Édition    | Or             | Argent            | Bronze        |
| ---------- | -------------- | ----------------- | ------------- |
| Paris 1900 | Émile Grumiaux | Auguste Serrurier | Louis Glineux |

#### Championnat du Monde (au Berceau)
| Édition    | Or            | Argent           | Bronze |
| ---------- | ------------- | ---------------- | ------ |
| Paris 1900 | Henri Hérouin | Hubert Van Innis | -      |

#### Double York round (100, 80 et 60 yards)
| Édition          | Or            | Argent               | Bronze                  |
| ---------------- | ------------- | -------------------- | ----------------------- |
| Saint-Louis 1904 | George Bryant | Robert Williams      | William Thompson        |
| Londres 1908     | William Dod   | Reginald Brooks-King | Henry Barber Richardson |

#### Double American round (60, 50 et 40 yards)
| Édition          | Or            | Argent          | Bronze           |
| ---------------- | ------------- | --------------- | ---------------- |
| Saint-Louis 1904 | George Bryant | Robert Williams | William Thompson |

#### Continental round (50 mètres)
| Édition      | Or            | Argent       | Bronze          |
| ------------ | ------------- | ------------ | --------------- |
| Londres 1908 | Eugène Grisot | Louis Vernet | Gustave Cabaret |

#### Tir au berceau individuel (28 mètres)
| Édition     | Or               | Argent         | Bronze        |
| ----------- | ---------------- | -------------- | ------------- |
| Anvers 1920 | Hubert Van Innis | Léonce Quentin | Non attribuée |

#### Tir au berceau individuel (33 mètres)
| Édition     | Or               | Argent       | Bronze        |
| ----------- | ---------------- | ------------ | ------------- |
| Anvers 1920 | Hubert Van Innis | Julien Brulé | Non attribuée |

#### Tir au berceau individuel (50 mètres)
| Édition     | Or           | Argent           | Bronze        |
| ----------- | ------------ | ---------------- | ------------- |
| Anvers 1920 | Julien Brulé | Hubert Van Innis | Non attribuée |

#### Individuel à la perche (petits oiseaux)
| Édition     | Or              | Argent             | Bronze         |
| ----------- | --------------- | ------------------ | -------------- |
| Anvers 1920 | Edmond Van Moer | Louis Van de Perck | Joseph Hermans |

#### Individuel à la perche (gros oiseaux)
| Édition     | Or              | Argent             | Bronze         |
| ----------- | --------------- | ------------------ | -------------- |
| Anvers 1920 | Edmond Cloetens | Louis Van de Perck | Firmin Flamand |

#### Épreuve par équipes 60 yards
| Édition          | Or                                                                                       | Argent                                                                               | Bronze                                                                       |
| ---------------- | ---------------------------------------------------------------------------------------- | ------------------------------------------------------------------------------------ | ---------------------------------------------------------------------------- |
| Saint-Louis 1904 | Potomac Archers (Washington) Galen Spencer William Thompson Robert Williams Louis Maxson | Cincinnati Archery Club Charles Woodruff William Clark Charles Hubbard Samuel Duvall | Boston A.A. Wallace Bryant Cyrus Edwin Dallin Henry Richardson George Bryant |

#### Tir au berceau par équipes (28 mètres)
| Édition     | Or | Argent | Bronze |
| ----------- | --- | --- | --- |
| Anvers 1920 | Pays-Bas Janus Theeuwes Driekske Van Bussel Joep Packbiers Janus Van Merrienboer Jo Van Gastel Theo Willems Piet De Brouwer Tiest Van Gestel | Belgique Hubert Van Innis Alphonse Allaert Edmond De Knibber Louis Delcon Jérôme de Mayer Pierre Van Thielt Louis Fierens Louis Van Beeck | France Julien Brulé Léonce Quentin Pascal Fauvel Eugène Grisot Eugène Richez Arthur Mabillon Léon Epin Paul Leroy |

#### Tir au berceau par équipes (33 mètres)
| Édition     | Or | Argent | Bronze        |
| ----------- | --- | --- | ------------- |
| Anvers 1920 | Belgique Alphonse Allaert Hubert Van Innis Edmond De Knibber Louis Delcon Jérôme de Mayer Pierre Van Thielt Louis Fierens Louis Van Beeck | France Julien Brulé Léonce Quentin Pascal Fauvel Eugène Grisot Eugène Richez Arthur Mabillon Léon Epin Paul Leroy | Non attribuée |

#### Tir au berceau par équipes (50 mètres)
| Édition     | Or | Argent | Bronze        |
| ----------- | --- | --- | ------------- |
| Anvers 1920 | Belgique Alphonse Allaert Hubert Van Innis Edmond De Knibber Louis Delcon Jérôme de Mayer Pierre Van Thielt Louis Fierens Louis Van Beeck | France Julien Brulé Léonce Quentin Pascal Fauvel Eugène Grisot Eugène Richez Arthur Mabillon Léon Epin Paul Leroy | Non attribuée |

#### Par équipes à la perche (petits oiseaux)
| Édition     | Or | Argent        | Bronze        |
| ----------- | --- | ------------- | ------------- |
| Anvers 1920 | Belgique Edmond Cloetens Louis Van de Perck Firmin Flamand Edmond Van Moer Joseph Hermans Auguste Van de Verre | Non attribuée | Non attribuée |

#### Par équipes à la perche (gros oiseaux)
| Édition     | Or | Argent        | Bronze        |
| ----------- | --- | ------------- | ------------- |
| Anvers 1920 | Belgique Edmond Cloetens Louis Van de Perck Firmin Flamand Edmond Van Moer Joseph Hermans Auguste Van de Verre | Non attribuée | Non attribuée |

### Épreuves féminines

#### Double Columbia round (50, 40 et 30 yards)
| Édition          | Or             | Argent     | Bronze         |
| ---------------- | -------------- | ---------- | -------------- |
| Saint-Louis 1904 | Matilda Howell | Emma Cooke | Jessie Pollock |

#### Double National round (60 et 50 yards)
| Édition          | Or             | Argent     | Bronze             |
| ---------------- | -------------- | ---------- | ------------------ |
| Saint-Louis 1904 | Matilda Howell | Emma Cooke | Jessie Pollock     |
| Londres 1908     | Queenie Newall | Lottie Dod | Beatrice Hill-Lowe |

#### Épreuve par équipes (FITA round)
| Édition          | Or                                                                                 | Argent                                               | Bronze        |
| ---------------- | ---------------------------------------------------------------------------------- | ---------------------------------------------------- | ------------- |
| Saint-Louis 1904 | Cincinnati Archery Club Jessie Pollock Laura Woodruff Leonie Taylor Matilda Howell | Potomac Archers (Washington) Emma Cooke Mabel Taylor | Non attribuée |